# Scleritoderma
Scleritoderma är ett släkte av svampdjur. Scleritoderma ingår i familjen Scleritodermidae.
Kladogram enligt Catalogue of Life:
| Scleritoderma | \| \| Scleritoderma camusi \| \| \| \| \| \| Scleritoderma cyanea \| \| \| \| \| \| Scleritoderma flabelliforme \| \| \| \| \| \| Scleritoderma nodosum \| \| \| \| |
|               | \| \| Scleritoderma camusi \| \| \| \| \| \| Scleritoderma cyanea \| \| \| \| \| \| Scleritoderma flabelliforme \| \| \| \| \| \| Scleritoderma nodosum \| \| \| \| |
|               | Aciculites |
|               | |
|               | Amphibleptula |
|               | |
|               | Microscleroderma |
|               | |
|               | Setidium |
|               | |
|               | Scleritoderma camusi |
|               | |
|               | Scleritoderma cyanea |
|               | |
|               | Scleritoderma flabelliforme |
|               | |
|               | Scleritoderma nodosum |
|               | |

|  | Scleritoderma camusi        |
|  |                             |
|  | Scleritoderma cyanea        |
|  |                             |
|  | Scleritoderma flabelliforme |
|  |                             |
|  | Scleritoderma nodosum       |
|  |                             |